# Madaripur (zila)
Madaripur (en bengalí: মাদারীপুর) es un zila o distrito de Bangladés que forma parte de la división de Daca.
Comprende 4 upazilas en una superficie territorial de 1.148 km² : Madaripur, Kalkini, Rajoir y Shibchar.
La capital es la ciudad de Madaripur.

## Upazilas con población en marzo de 2011[2]
- Kalkini 273,258
- Madaripur Sadar 345,764
- Rajoir 228,710
- Shibchar 318,220

## Demografía
Según estimación 2010 contaba con una población total de 1.272.275 habitantes.